# Lomená pyramida
Lomená pyramida je jednou z egyptských pyramid, nachází se v nekropoli Dahšúr 40 km jižně od Káhiry. Nechal ji postavit faraón Snofru ve 26. století př. n. l. Je vysoká 101 metrů (původně asi 105 m, ale byla snížena působením eroze), což z ní činí čtvrtou největší staroegyptskou pyramidu, každá strana čtvercové základny je dlouhá 188,5 metru. Její interiér byl zpřístupněn veřejnosti roku 2009.

## Charakteristka

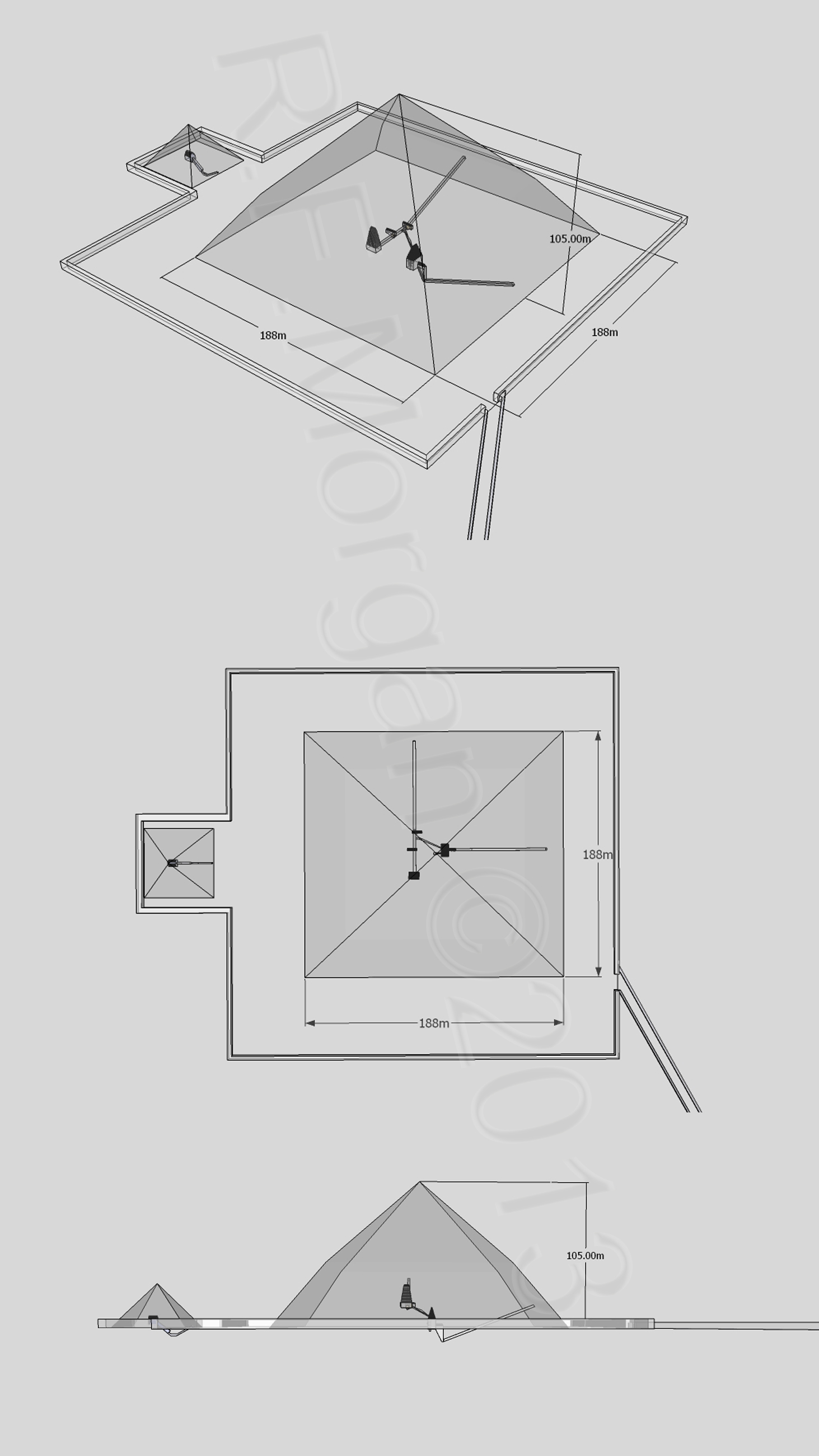
Isometrický plán pyramidy

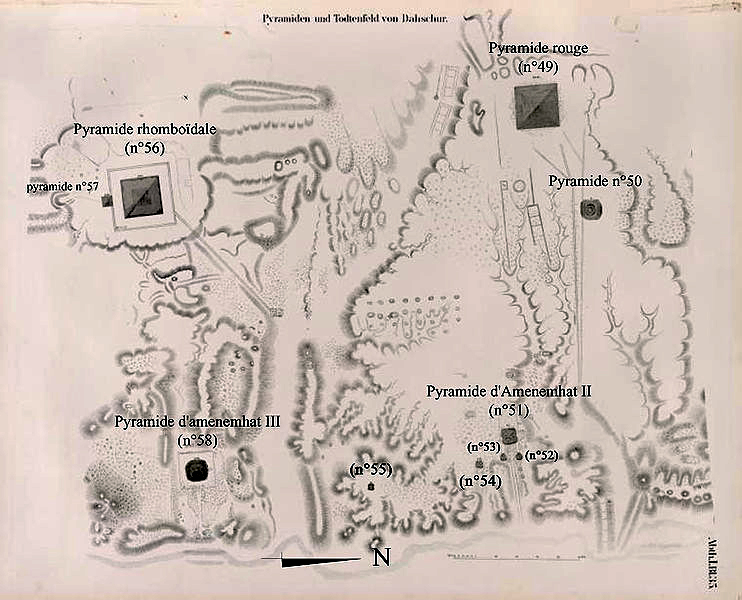
Dahšúr, mapa Lepsius 1842

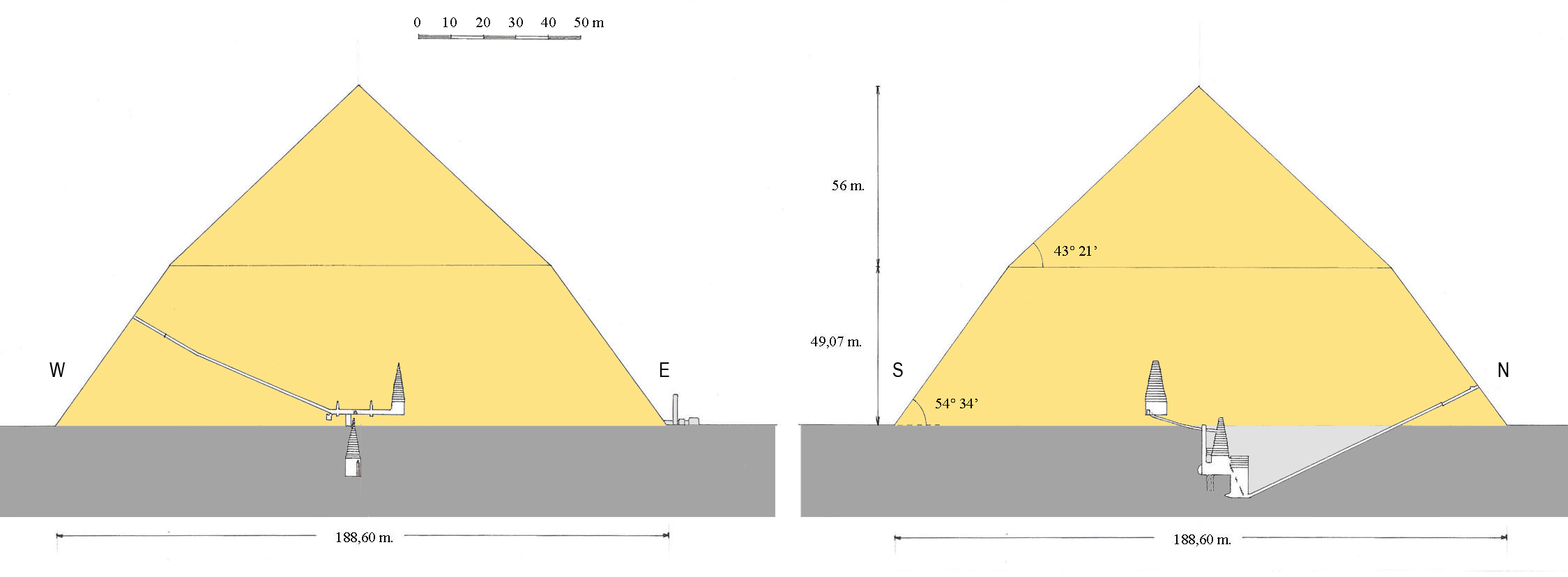
Substruktura pyramidy

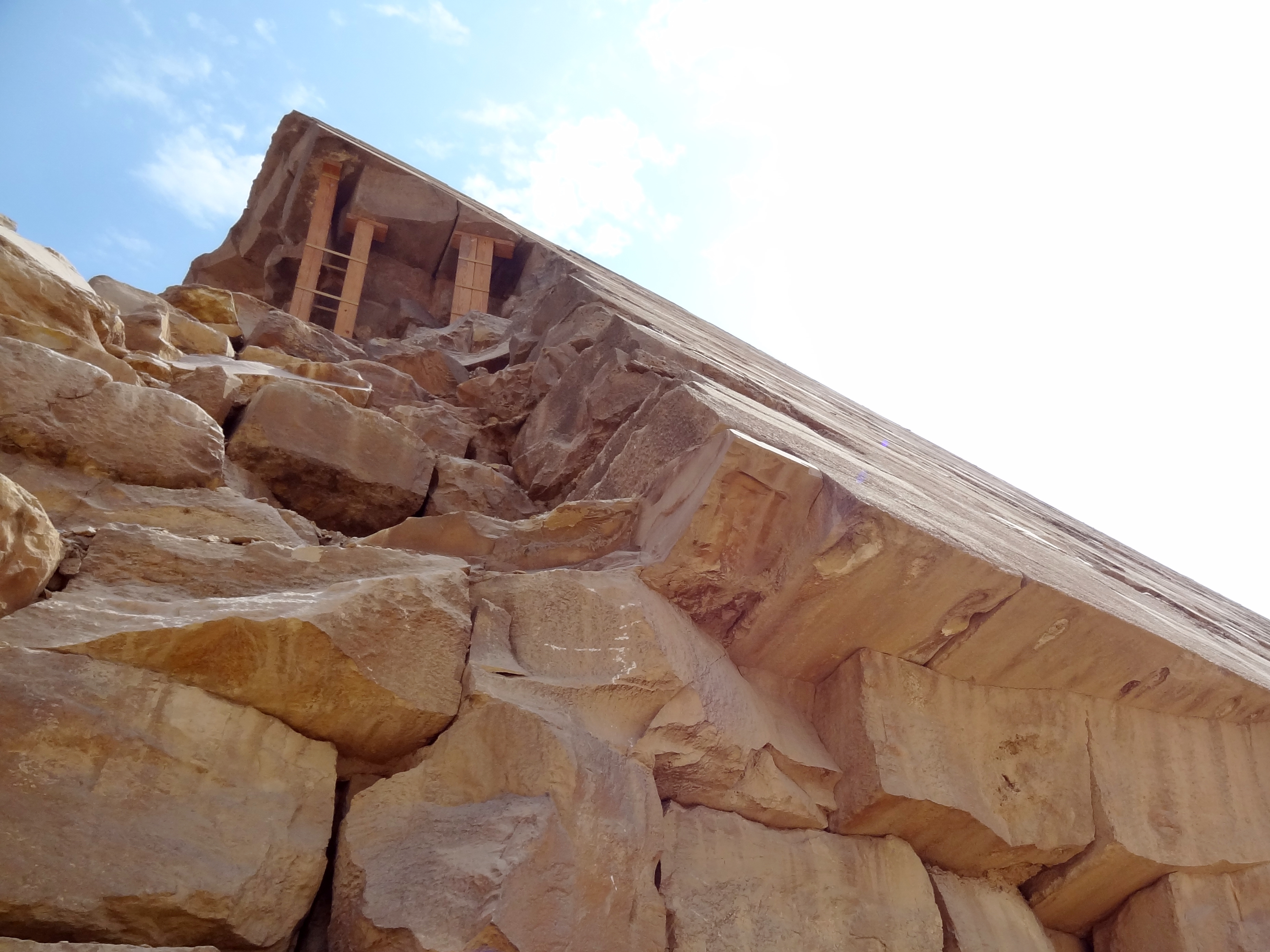
Konstrukce obložení stěny

Pyramida je neobvyklá svým nepravidelným tvarem. Ve spodní části svírají stěny se zemí úhel 55°5', ve výšce 45 metrů se však lámou na mírnější úhel 43°9'17'. Výška spodní části je 47,4 m, horní části 57,67 m, celková výška 105 m. Půdorysná šířka stran čtverce se pohybuje v rozmezí 189,41–189,75 m.
Důvody a diskuze pro tuto isometrii se egyptology vysvětlují jednak historickými souvislostmi a jednak zcela praktickými důvody. Do té doby se stavěly pouze stupňovité pyramidy (Džoser), takže byla vůbec prvním pokusem o pyramidu ve tvaru čtyřbokého jehlanu. Nedostatek zkušeností vedl k tomu, že stavitelé navrhli stěny příliš příkré, což ohrožovalo statiku stavby, také vzhledem k nestabilnímu hlinito-štěrkovému podloží. Proto bylo v průběhu stavby rozhodnuto změnit sklon stěn (kdyby k tomu nedošlo, mohla by pyramida měřit kolem 125 m). Zastánci této domněnky argumentují tím, že Červená pyramida, stavěná krátce po lomené, má také úhel stěn 45°.
Stěny pyramidy jsou pokryty bílým vápencem — jde o nejlépe dochované obložení ze všech egyptských pyramid. Lomená pyramida je ojedinělá také tím, že má uvnitř dvě komory spojené chodbou. Každá komora má vlastní vchod: jeden se nachází na západní straně ve výšce 33 metrů a druhý na severní straně ve výšce 12 metrů. Přes padesát metrů jižním směrem stojí menší satelitní pyramida (pravděpodobně zamýšlená jako sídlo panovníkova Ka), vysoká 26 metrů.

## Historický vývoj stavby
Snofru byl jediný panovník, o kterém je známo, že pro sebe nechal vybudovat tři pyramidy (další je pyramida v Médúmu a nedaleká Červená pyramida). Podrobnější výzkum provedený M. Lehnertem naznačuje, že stavitelé hledali výhodnější tvar zajišťující stabilitu stavby v ukládání stavebních bloků spolu s vnitřní konstrukcí prostor k ukládání pohřební výbavy a samotného sarkofágu. Zřejmě první byla Pyramida v Médúmu, jejíž stavbu pravděpodobně zahájil již předchozí faraon Hunej z 3. dynastie, která byla neúspěšná, vnější obložení se zbortilo. Nebyla dokončená. Bývá také označované jako falešná. Druhým stavitelským řešením v Lomené pyramidě se získaly zkušenosti s výstavbou stabilnější formy. Nicméně i zde se v průběhu stavby vyskytly trhliny a dílčí borcení stěn. Úspěch se dostavil až při stavbě třetí Červené pyramidy s upraveným sklonem stěn jehlanu na 45°.

## Průzkum
Díky svému neobvyklému tvaru poutala Lomená pyramida evropské cestovatele již od 17. století. Pyramidu ve svých cestopisech zmínil například anglický orientalista Robert Huntington, Edward Melton anglo-holandský cestovatel v 17. století, cestovatel a politik Robert Wood či spisovatel a Richard Pococke. První archeologické průzkumy zde probíhaly v září 1839 pod vedením Johna Shae Perringa. Stavbou se v 19. století zabýval rovněž Karl Richard Lepsius a William Flinders Petrie. Z výzkumu pyramidy prováděného v druhé polovině 40. let 20. století vedeného Abd es-Salámem Husajnem a Alexandrem Varrilem se dokumentace nedochovala. Novodobé komplexní průzkumy pyramidy uskutečnil na počátku 50. let 20. století Ahmed Fachrí. Následovaly výzkumy italské egyptologické expedice Vita Maragioglia a Celeste Rinaldi, rakouské expedice vedené Josefem Dornerem a nakonec německé expedice z německého archeologického ústavu v Káhiře pod vedením Rainera Stadelmanna v roce 1980.

## Stavitel a datování
Stavba Lomené pyramidy byla zahájena v 8. roce sčítání skotu, za vlády faraona Snofrua přibližně po dokončení stupňovité pyramidy v Médúmu ~2600 př. n. l. Vystavěním Lomené pyramidy založil Snofru pohřebiště v Dahšúru. Důvod, proč Snofru začal budovat druhou pyramidu, je dosud neznámý. Pravděpodobně se mohlo se také jednat o postupný vývoj konstrukce a stavebních postupů od stupňovité pyramidy k vytvoření symetrické čtyřboké pyramidy (jehlanu) se čtvercovou základnou s dostatečnou statickou stabilitou, včetně vnitřních prostor pro uložení sarkofágu a pohřební výbavy. S tím též souviselo zabezpečí proti následnému vyloupení. Nicméně podrobný průzkum ukázal, že v prostoru pohřební komory nebyl zabudován sarkofág. Předpokládá se, že po zjištění vnitřních prasklin se bezprostředně započalo se stavbou Červené pyramidy, vzdálené od lomené ~1 km, s upraveným sklonem bočních stěn na 45°. Její stavba byla zahájena přibližně v 13.roce vlády Snofrua a dokončena po ~17 letech. Zkušenosti stavitelů při hledání optimálních postupů stavby čtyřbokých pyramidových jehlanů se zužitkovaly, patrně již krátce po dokončení Červené pyramidy, při projektování pyramidy následníka Chufuovy Velké pyramidy v Gize.